# Nuevo Celilac
Nuevo Celilac è un comune dell'Honduras facente parte del dipartimento di Santa Bárbara.
Il comune venne istituito il 29 dicembre 1888.